# Pseudacteon setipalpatus
Pseudacteon setipalpatus är en tvåvingeart som beskrevs av Ronald Henry Lambert Disney och Mikhailovskaya 2000. Pseudacteon setipalpatus ingår i släktet Pseudacteon och familjen puckelflugor. Inga underarter finns listade i Catalogue of Life.